# California Girls
«California Girls» (en español: «Chicas de California») es una canción escrita por Brian Wilson y Mike Love y grabada por The Beach Boys en 1965. La canción fue editada en sencillo y llegó al puesto n.º 3 en el Billboard Hot 100. Se encuentra en su álbum de estudio Summer Days (and Summer Nights!!).
La revista Rolling Stone puso a "California Girls" en el puesto n.º 71 en su lista de las 500 mejores canciones, según Rolling Stone. Además "California Girls" es parte del Salón de la Fama del Rock, ya que está incluida en las quinientas mejores canciones de rock.

## Grabación
Según Brian Wilson, un poco después de ingerir LSD, llegó corriendo a un dormitorio y se ocultó bajo una almohada, gritando "tengo miedo de mi mamá, tengo miedo de mi papá". Al azar, se levantó, dijo "Esto es bastante bueno" y fue a un piano, comenzó a tocar en el bajo B-F#-G# (Si-Fa#-Sol#) tocó la partitura una y otra vez, y luego añadió en la mano derecha después de unos minutos un acorde B (Si), moviendo a un acorde. Al día siguiente, él y Mike Love supuestamente terminaron el resto de la canción. 
"California Girls" es la primera canción del grupo que se grabó con la voz de Bruce Johnston, quien ya tendría la tarea de sustituir a Brian Wilson en las actuaciones en vivo.
Según el propio Brian Wilson "California Girls" está inspirada en Johann Sebastian Bach.

Se podía oír una instrumentación única en la música rock, y creo que las primeras notas de "California Girls" son una obertura. A mí me suena sinfónica. Toda la dinámica es hermosa.
Mike Love.

## Publicaciones
La canción primero apareció en el álbum Summer Days (and Summer Nights!!) de 1965, como en Best of The Beach Boys Vol. 2 de 1967, la parte instrumental de la canción apareció en Stack-O-Tracks de 1968, en el exitoso álbum doble Endless Summer de 1974, en 20 Golden Greats de 1976, en Made in U.S.A. de 1986, fue incluida en el álbum de estudio Still Cruisin' de 1989, en Summer Dreams de 1990, en el exitoso box set Good Vibrations: Thirty Years of The Beach Boys de 1993, en el compilado de archivos Endless Harmony Soundtrack de 1998, en una compilación de 1999 The Greatest Hits - Volume 1: 20 Good Vibrations, en The Very Best of The Beach Boys de 2001, en la selección de clásicos por Brian Wilson Classics selected by Brian Wilson de 2002, en el exitoso compilado Sounds of Summer: The Very Best of The Beach Boys de 2003, en Platinum Collection: Sounds of Summer Edition de 2005, en el box que junta todos los sencillos del grupo U.S. Singles Collection: The Capitol Years, 1962-1965 de 2008 y en el reciente compilatorio con "canciones de amor" Summer Love Songs de 2009.

### En vivo
"California Girls" siempre fue considerada una de las mejores canciones de The Beach Boys, por ello, fue interpretada en varios de sus conciertos: en octubre de 1965 en el TV Show con una pequeña charla entre los chicos de la banda con Bob Hope y Jack Benny. Ha sido interpretada en The Beach Boys in Concert de 1973, también fue interpretada en dos recitales en Inglaterra, en Live in London de finales de 1968 y en Good Timin': Live at Knebworth England 1980 publicado recién en el 2002.

## Derechos de autor
Existió una demanda por parte de Rondor Music, editorial de las canciones de The Beach Boys, contra la canción "California Gurls" de Katy Perry, acusando de que el tema de Perry plagió una parte de la letra de "California Girls", más precisamente el estribillo "I wish they all could be California Girls". Rondor reclama la inclusión de Brian Wilson y Mike Love (autores de "California Girls") en los créditos de la canción de Perry, la demanda también incluye al sello que publicó la canción de la cantante pop, Capitol Records, quién a su vez lanzó el tema de The Beach Boys en 1965.
Tanto el representante de Brian Wilson como el de Mike Love, han declarado de que al ser Rondor el poseedor de los derechos de la canción, los autores no pueden hacer nada al respecto, cualquier acción legal es manejada por Rondor.

## Músicos
The Beach Boys
- Mike Love - voz principal y coros
- Brian Wilson - coros
- Carl Wilson - bajo sexto y coros
- Dennis Wilson - coros
- Al Jardine - coros
- Bruce Johnston - coros

Músicos de sesión
- Hal Blaine - batería
- Frank Capp - vibráfono
- Roy Caton - trompeta
- Jerry Cole - bajo sexto
- Al de Lory - órgano
- Steve Douglas - saxofón tenor
- Carol Kaye - bajo
- Jay Migliori - saxofón barítono
- Jack Nimitz - saxofón bajo
- Lyle Ritz - contrabajo
- Howard Roberts - guitarra eléctrica
- Leon Russell - piano
- Billy Strange - pandereta